# Morro Vermelho
O Morro Vermelho é um morro localizado no município brasileiro de Montes Claros, no norte do estado de Minas Gerais. Com altitude máxima de 1 075 metros, é o ponto mais alto do município. Onde é localizado o povoado quem também leva o nome de Morro Vermelho, que fica localizado a 40 km da zona urbana de Montes Claros.